# Relatlimab
Relatlimab ist ein Arzneistoff aus der Gruppe der Checkpoint-Inhibitoren. Der monoklonale Antikörper (MAB) wurde in fixer Kombination mit dem MAB Nivolumab unter dem Namen Opdualag (Hersteller:Bristol-Myers Squibb) im März 2022 in den USA und im September 2022 in der EU zugelassen zur Behandlung des schwarzen Hautkrebses (malignes Melanom).
Als Antikörper wird Relatlimab intravenös gegeben.

## Eigenschaften
Relatlimab ist ein humaner monoklonaler IgG4-Antikörper, der an den LAG-3-Rezeptor auf Immunzellen bindet. LAG-3 (Lymphozyten-Aktivierungsgen-3-Protein, auch CD223) wird auf Immunzellen, einschließlich T-Zellen, exprimiert. Bei Melanomen, aber auch anderen Turmorarten, wird LAG-3 überexprimiert. Durch die Blockade des LAG-3-Rezeptors wird die Interaktion mit dessen Liganden, einschließlich MHC II, blockiert und in der Folge die durch den LAG-3-Signalweg vermittelte Hemmung der Immunantwort reduziert. Der Antagonismus dieses Weges fördert die T-Zell-Proliferation und die Zytokinsekretion, woraus die antineoplastische Wirkung resultiert.
Relatlimab wird rekombinant in Ovarialzellen des chinesischen Hamsters (CHO-Zellen) hergestellt und hat eine Molekülmasse von etwa 148 kDa.

## Medizinische Verwendung

Malignes Melanom der Haut

Die Zulassung der Antikörperkombination Relatlimab plus Nivolumab (Opdualag) beruht auf den Ergebnissen der Studie RELATIVITY-047, einer randomisierten, doppelblinden Phase-2/3-Studie an 714 Patienten mit zuvor unbehandeltem metastasierten oder inoperablen Melanom, in der die Behandlung mit der Kombination (n=355) im Vergleich zu der mit Nivolumab alleine  (n=359) untersucht wurde.
Der primäre Endpunkt der Studie war das mittels verblindeter unabhängiger zentraler Überprüfung (Blinded Independent Central Review, BICR) ermittelte progressionsfreie Überleben (PFS) nach den RECISTv1.1-Kriterien. Sekundäre Endpunkte waren das Gesamtüberleben (OS) und die Gesamtansprechrate (ORR).
Das mediane PFS betrug 10,1 Monate unter Relatlimab plus Nivolumab im Vergleich zu 4,6 Monaten unter Nivolumab alleine. Das PFS nach 12 Monaten betrug 47,7 % unter Relatlimab plus Nivolumab im Vergleich zu 36,0 % unter Nivolumab alleine.
Auch in wichtigen Subgruppen zeigte sich die Kombinationsbehandung vorteilhaft gegenüber Nivolumab. Die Daten zur Verlängerung der Gesamtüberlebenszeit zeigen jedoch keinen statistisch signifikanten Unterschied zwischen Relatlimab plus Nivolumab im Vergleich zu Nivolumab alleine.